# 峨眉山圣寿万年寺铜铁佛像

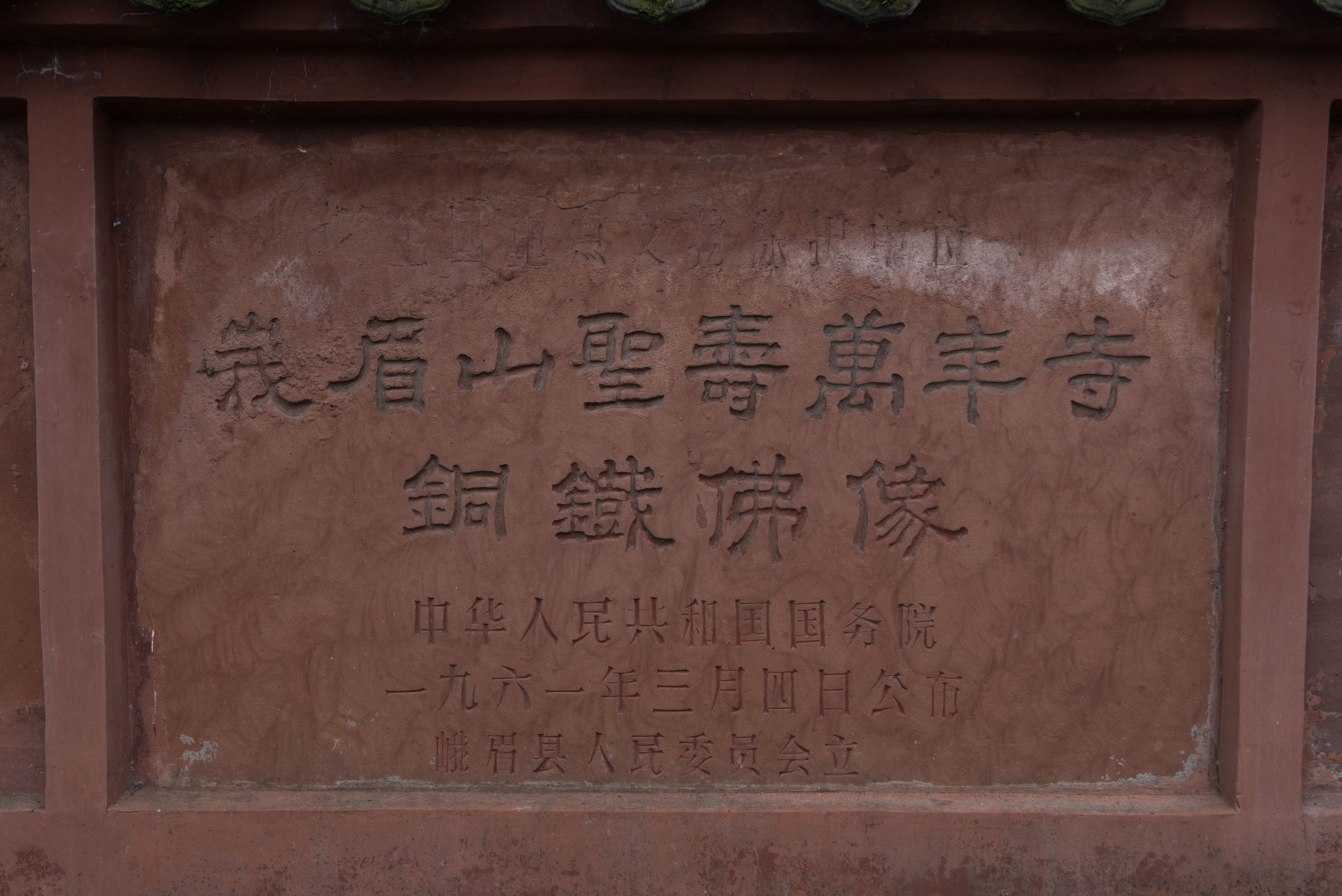
国保碑

峨眉山聖壽萬年寺銅鐵佛像位於四川省乐山市峨眉山市峨眉山万年寺，1961年3月4日列為第一批全國重點文物保護單位。